# Ива пурпурная
И́ва пурпу́рная, или Ива пурпуровая, или Желтолозник (лат. Salix purpurea) — древесное растение, вид рода Ива (Salix) семейства Ивовые (Salicaceae).

## Ботаническое описание

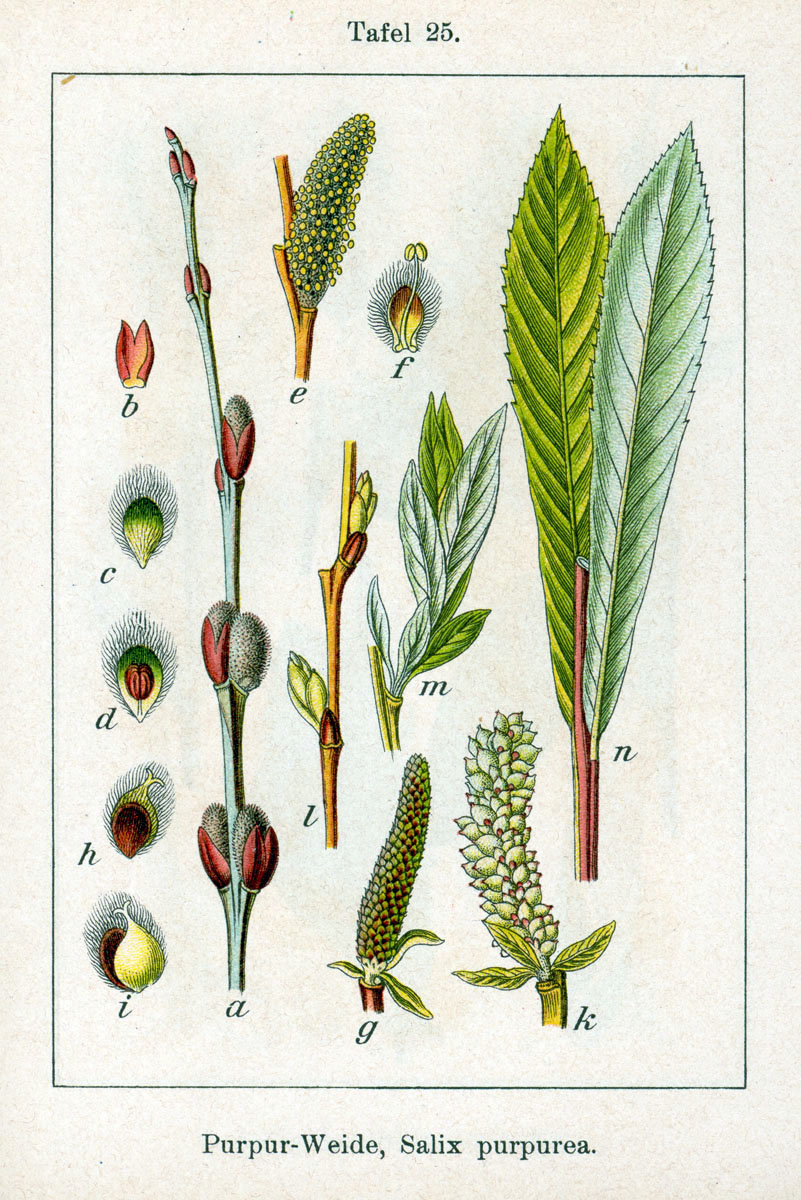

Изящный тонковетвистый кустарник высотой 2—4 (до 10) м, чаще около 1 м. Кора внутри лимонно-жёлтая; снаружи с сизоватым налётом. Ветви гибкие, голые, гладкие, с белой гладкой древесиной, не желтеющей на воздухе.
Почки длиной 3—5 мм, прижатые, красно-бурые (цветочные жёлтые), часто супротивные, голые. Прилистники линейно-ланцетные, длиной до 1,5—1,8 см, пильчатые, рано опадают. Листья густые, очерёдные или супротивные, длиной 3—13 см, шириной 0,8—1,5 см, узко-обратнояйцевидные или обратно-ланцетные, обыкновенно наверху с шиповидным остроконечием, тонкие, нежно-голубовато-сизые или сизо-зелёные, реже с обеих сторон чисто зеленые, цельнокрайные, на черешках длиной 3—6 мм.
Серёжки боковые, сидячие, густоцветковые, цилиндрические, женские иногда узкоцилиндрические, длиной 2,8 см, диаметром 2—4 мм. Прицветные чешуи на мужских серёжках обратнояйцевидные, бледные, наверху темнее; на женских — продолговатые, красноватые, наверху почти чёрные, шелковисто-волосистые. Тычинки в числе двух, сросшиеся, с волосистыми нитями длиной до 3,5 мм, четырёхгнёздным, пурпурным, чернеющим пыльником и одиночным, задним, продолговато-яйцевидным нектарником.
Завязь сидячая, очень короткая, прямая или загнутая и полуповислая, сперва серая, потом тёмно-красная, яйцевидная; рыльца очень короткие, красные, двураздельные или позже четырёхраздельные, расходящиеся.
Цветение в марте — мае, до распускания листьев или почти одновременно с ними. Плодоношение в мае — июне.

## Распространение и экология
В природе ареал вида охватывает Северную Африку и умеренные районы Евразии (от Испании до Японии и от Ирландии и Скандинавии до Средней Азии). Интродуцирована в Северную Америку.
Произрастает по берегам водоёмов, канав, на сырых лугах, песках, среди кустарников.
Устойчива к засолению почвы. Живёт до 30 лет. Легко размножается черенками. Морозостойка.
Культивируется на болотистых, торфяных и влажных песчаных почвах. Первые три-четыре года растет медленно и вообще по производительности ниже других видов.

## Хозяйственное значение и использование
В коре содержится больше салицина (0,6—1,5 %), чем у других видов ив, но меньше таннидов — 2—7 %.
В листьях обнаружено 260 мг % аскорбиновой кислоты.
Гибкий, тонкий и белый прут, используется для тонкого корзиночного плетения.
Пригодна для живых изгородей и укрепления береговых песков.
Из-за горьких листьев не объедается скотом. По другому источнику хорошо поедается козами, овцами, удовлетворительно крупно рогатым скотом и лошадьми. Возможно количество горьких веществ меняется от района к району в зависимости от условий произрастания.

### Сорта
'Nana' (syn.: 'Gracilis'). Кустарник высотой до 1,5 м, диаметром до 1,5—2 м. Крона широко распростертая, полукруглая.
Побеги тоньше, чем у основного вида, голые, коричневые с красноватым оттенком и сизоватым налетом. Цветёт в марте-апреле до распускания листвы или почти одновременно с ними. Цветение малодекоративно. Листья меньше чем у основного вида, почти супротивные, обратноланцетные, узкие, вверху тонкозаострённые, голубовато-сизые или серебристо-зелёные. Зимостойкость высокая (зоны морозостойкости от 4 до более тёплых). Светолюбива. Растет на почвах разного плодородия. Лучшего развития достигает на влажных и плодородных почвах. Переносит длительное затопление. Засухоустойчива. Корневая система сильно развита, хорошо укрепляет почву. Хорошо переносит обрезку. Обрезку производят рано весной. Используется для декорирования и укрепления береговой линии водоёмов, для создания древесно-кустарниковых групп, особенно на затопляемых участках. для низких стриженых изгородей, а также для создания различных геометрических фигур в малом саду.

## Классификация

### Таксономия
- Salix purpurea L., 1753, Sp. Pl. : 1017

Вид Ива пурпурная включается в род Ива (Salix) семейства Ивовые (Salicaceae) порядка Мальпигиецветные (Malpighiales), последовательно входящего в более крупные клады Фабиды → Розиды → Суперрозиды → Эвдикоты → Цветковые растения. Таксономическая схема в соответствии с Системой APG IV по состоянию на июнь 2024 года:
|  |                          |  |                                   |                                   |                  |  | еще 35 семейств | еще 35 семейств |                   |  |                        |  | еще 625 подтвержденных видов и 1 028 видов, ожидающих подтверждения | еще 625 подтвержденных видов и 1 028 видов, ожидающих подтверждения |  |
|  |                          |  |                                   |                                   |                  |  | еще 35 семейств | еще 35 семейств |                   |  |                        |  | еще 625 подтвержденных видов и 1 028 видов, ожидающих подтверждения | еще 625 подтвержденных видов и 1 028 видов, ожидающих подтверждения |  |
|  |                          |  |                                   | порядок Мальпигиецветные          |                  |  |                 |                 | род Ива           |  |                        |  |                                                                     |                                                                     |  |
|  |                          |  |                                   | порядок Мальпигиецветные          |                  |  |                 |                 | род Ива           |  | 1 внутривидовой таксон |  |                                                                     |                                                                     |  |
|  | клада Цветковые растения |  |                                   |                                   | семейство Ивовые |  |                 |                 | вид Ива пурпурная |  |                        |  |                                                                     |                                                                     |  |
|  | клада Цветковые растения |  |                                   |                                   |                  |  |                 |                 |                   |  |                        |  |                                                                     |                                                                     |  |
|  |                          |  | ещё 63 порядка цветковых растений | ещё 63 порядка цветковых растений |                  |  |                 | еще 55 родов    | еще 55 родов      |  |                        |  |                                                                     |                                                                     |  |
|  |                          |  |                                   | ещё 63 порядка цветковых растений |                  |  |                 |                 | еще 55 родов      |  |                        |  |                                                                     |                                                                     |  |

### Внутривидовые таксоны
- Salix purpurea subsp. eburnea Cif. & Giac. ex Pignatti

### Синонимы
- Knafia helix Opiz
- Knafia purpurea Opiz
- Salix caesifolia Drobow
- Salix carniolica Host
- Salix helix L.
- Salix helix J.Walker
- Salix monandra Ard.
- Salix monandra var. sericea Ser.
- Salix monandra var. subverticillata Ser.
- Salix multiformis Döll
- Salix mutabilis Host
- Salix olivacea Thuill.
- Salix oppositifolia Host
- Salix pontederana Schleich.
- Salix purpurea f. eriantha Wimm.
- Salix purpurea f. furcata Wimm.
- Salix purpurea f. sericea (Ser.) Wimm.
- Salix purpurea f. styligera Wimm.
- Salix tenuis Tausch
- Vetrix purpurea (L.) Raf.
- Vetrix sicula Raf.

|                                                         |  |  |  |
| Слева направо: ветви, листья, мужские и женские серёжки |  |  |  |